# فلس-نپتا
فلس-نپتا (انگلیسی: Fels-Naptha) یک برند آمریکایی صابون لباسشویی است که توسط سامیت برندز تولید می‌شود. این صابون در ابتدا در سال ۱۸۹۳ توسط فلس اند کمپانی ساخته شد.
این مجصول در اصل شامل ماده نفتا (که برای تمیز کردن لباس‌ها) و اوروشیول (روغنی که در پیچک سمی موجود است) بود.